# Viereck (Vorpommern)
Viereck er en by og kommune i det nordøstlige Tyskland, beliggende i Amt Uecker-Randow-Tal i den sydøstlige del af Landkreis Vorpommern-Greifswald. Landkreis Vorpommern-Greifswald ligger i delstaten Mecklenburg-Vorpommern.

## Geografi
Kommunens område går fra østbredden af Uecker til Randowdalen. Området er fladt og skovrigt, og er en del af Ueckermünder Heide. Nord for Viereck ligger et stort militært øvelsesområde (Stallberg-Drögeheide-Spechtberg-Karpin) og ved Ernst-Thälmann-Siedlung kasernen, hvor Panzergrenadierbataillon 411 er stationeret.
I den nordlige del af kommunen ligger naturschutzgebiet Waldhof.
Ud over Viereck, findes disse otte landsbyer:
| - Borken - Ernst-Thälmann-Siedlung - Marienthal | - Riesenbrück - Rödershorst - Stallberg | - Uhlenkrug - Waldfrieden |

## Trafik
Viereck er beliggende ved Landesstraße 321, der går fra Pasewalk mod Torgelow. Cykelruten Berlin–Usedom løber igennem Viereck. Nærmeste banegård er i Pasewalk, og kommunen har Uhlenkrug som stoppested ved jernbanen Pasewalk–Gumnitz, men der er kun lejlighedsvis godstransport.

## Eksterne kilder og henvisninger
1. ↑  Hauptsatzung der Gemeinde Viereck  Arkiveret 31. maj 2016 hos  Wayback Machine § 4, hentet 2016-04-29

- Wikimedia Commons har flere filer relateret til Viereck (Vorpommern)
- Kommunens side  på amtets websted
- Befolkningsstatistik mm Arkiveret 29. juli 2017 hos  Wayback Machine